# Lindsborg
Lindsborg is een plaats (city) in de Amerikaanse staat Kansas, en valt bestuurlijk gezien onder McPherson County.

## Demografie
Bij de volkstelling in 2000 werd het aantal inwoners vastgesteld op 3321.
In 2006 is het aantal inwoners door het United States Census Bureau geschat op 3286, een daling van 35 (-1,1%).

## Geografie
Volgens het United States Census Bureau beslaat de plaats een oppervlakte van
4,0 km², geheel bestaande uit land. Lindsborg ligt op ongeveer 415 m boven zeeniveau.

## Plaatsen in de nabije omgeving
De onderstaande figuur toont nabijgelegen plaatsen in een straal van 24 km rond Lindsborg.